# Бучківська сільська рада
Бучкі́вська сільська́ ра́да — адміністративно-територіальна одиниця та орган місцевого самоврядування в Новгород-Сіверському районі Чернігівської області. Адміністративний центр — село Бучки.

## Загальні відомості
Бучківська сільська рада утворена у 1918 році.
- Територія ради: 44,53 км²
- Населення ради: 366 осіб (станом на 2001 рік)

## Населені пункти
Сільській раді були підпорядковані населені пункти:
- с. Бучки
- с. Великий Гай
- с. Вильчики
- с. Городище
- с. Ясна Поляна

## Склад ради
Рада складалася з 12 депутатів та голови.
- Голова ради: Цвіль Світлана Анатоліївна
- Секретар ради: Байтрак Надія Миколаївна

### Керівний склад попередніх скликань
| Прізвище, ім'я, по батькові | Основні відомості                                                  | Дата обрання | Дата звільнення |
| --------------------------- | ------------------------------------------------------------------ | ------------ | --------------- |
| Цвіль Світлана Анатоліївна  | Сільський голова, 1971 року народження, освіта вища, самовисування | 26.03.2006   | 31.10.2010      |
| Цвіль Світлана Анатоліївна  | Сільський голова, 1971 року народження, освіта вища, самовисування | 31.10.2010   |                 |

Примітка: таблиця складена за даними сайту Верховної Ради України

### Депутати
За результатами місцевих виборів 2015 року депутатами ради стали:

#### За суб'єктами висування
| Суб'єкт висування | Кількість обраних депутатів | %  |
| ----------------- | --------------------------- | -- |
| Наш край          | 1                           | 75 |
| Самовисування     | 11                          | 25 |

#### За округами
| № округу        | Прізвище, ім'я, по батькові      | Дата визнання обраним | Освіта  | Партійна приналежність | Відомості про обраного депутата                         |
| --------------- | -------------------------------- | --------------------- | ------- | ---------------------- | ------------------------------------------------------- |
| Партія регіонів |                                  |                       |         |                        |                                                         |
| 3               | Молчан Микола Михайлович         | 03.11.2010            | вища    | ч                      | Бучківська загальноосвітня школа І-ІІ ст., директор     |
| 4               | Синегуб Генадій Володимирович    | 03.11.2010            | середня | ч                      | ДП Н-Сіверськрайагролісгосп, лісник                     |
| 5               | Камка Олена Іванівна             | 03.11.2010            | вища    | ч                      | Бучківська загальноосвітня школа І-ІІ ст., вчитель      |
| 6               | Снітко Михайло Васильович        | 03.11.2010            | вища    | ч                      | тимчасово не працює                                     |
| 7               | Федоренко Оксана Вікторівна      | 03.11.2010            | вища    | ч                      | Бучківський фельдшерський пункт, завідувачка            |
| 8               | Снітко Олена Олександрівна       | 03.11.2010            | середня | ч                      | Бучківська сільська рада, техпрацівник                  |
| 9               | Байтрак Надія Миколаївна         | 03.11.2010            | вища    | ч                      | Бучківська сільська рада, секретар                      |
| 10              | Костюкович Людмила Олексіївна    | 03.11.2010            | вища    | ч                      | тимчасово не працює                                     |
| 12              | Беденок Світлана Михайлівна      | 03.11.2010            | середня | ч                      | Бучківський фельдшерський пункт, молодша медична сестра |
| Самовисування   |                                  |                       |         |                        |                                                         |
| 1               | Зубець Володимир Дмитрович       | 03.11.2010            | середня | ч                      | тимчасово не працює                                     |
| 2               | Цвіль Анатолій Миколайович       | 03.11.2010            | середня | ч                      | пенсіонер                                               |
| 11              | Курбацький Володимир Миколайович | 03.11.2010            | вища    | п                      | Бучківська загальноосвітня школа І-ІІ ст., вчитель      |